# Convento de Santa Clara (Valencia)
El convento de Santa Clara de Valencia se encuentra ubicado en la avenida Pérez Galdós número 119 de la ciudad de Valencia, España. Es un convento de clausura fundado en el 1911 y habitado por monjas de la Orden de las Clarisas coletinas.

## Historia
El convento es obra del arquitecto leonés afincado en Valencia, Ramón Lucini Callejo. Lo realizó para albergar un nuevo convento para las Capuchinas de Santa Clara en Valencia. En 1913 la comunidad de religiosas se trasladó al nuevo monasterio, que en el momento de su construcción se hallaba a las afueras de la ciudad, en el distrito de Tránsitos, rodeado de huerta. La nueva ubicación pretendía facilitar la vida contemplativa de las religiosas.
Durante la guerra civil española, el convento fue utilizado por el bando republicano como prisión masculina. Posteriormente, en los primeros años de la dictadura franquista, entre junio de 1939 y abril de 1942, sirvió como cárcel de mujeres, siendo filial de la Cárcel Provincial de Mujeres. Durante este período, el edificio, saturado de internas, estuvo custodiado por las religiosas junto con funcionarias de la Sección Femenina del Cuerpo de Prisiones.
El convento en la actualidad es la sede de la Federación "Madre de Dios" de Clarisas Capuchinas de la zona oriental de España. Existe la creencia popular por parte de novias y falleras de que ofreciendo huevos al convento no lloverá en el día de su boda o acto fallero.
En 2021, la Concejalía de Patrimonio y Recursos Culturales del Ayuntamiento de Valencia instaló junto al convento un monolito en memoria de las mujeres encarceladas durante el franquismo.

## El edificio
Su estilo arquitectónico es el modernismo valenciano con influencia del historicismo medievalista. Consta de tres alturas. La edificación gira en torno a un patio central que hace las funciones de claustro. Destaca en la fachada los muros y la utilización del ladrillo. La iglesia es de estilo neoclásico y posee una única nave. El acceso a la iglesia se realiza por medio de un pequeño patio. Es la única parte visitable del convento.